# Saison 2015-2016 du LOSC Lille
Maillots
Chronologie
Saison précédente Saison suivante
La saison 2015-2016 du LOSC Lille est la cinquante-sixième saison du club nordiste en première division du championnat de France, la seizième consécutive du club au sommet de la hiérarchie du football français.
Le club évolue en Ligue 1, en Coupe de France et en Coupe de la Ligue.

## Compétitions

### Championnat
La Ligue 1 2015-2016 est la soixante-dix-huitième édition du championnat de France de football et la quatorzième sous l'appellation « Ligue 1 ». La division oppose vingt clubs en une série de trente-huit rencontres. Les meilleurs de ce championnat se qualifient pour les coupes d'Europe que sont la Ligue des Champions (le podium) et la Ligue Europa (le quatrième et les vainqueurs des coupes nationales). Le LOSC participe à cette compétition pour la cinquante-sixième fois de son histoire et la seizième fois de suite depuis la saison 2000-2001.
Les relégués de la saison précédente, l'Évian Thonon Gaillard FC, le FC Metz et le RC Lens, sont remplacés par l'ES Troyes AC, champion de Ligue 2 en 2014-2015, le GFC Ajaccio et le Angers SCO.

#### Classement
| Rang | Équipe           | Pts | J  | G  | N  | P  | Bp | Bc | Diff | Qualification ou relégation                                                     |
| ---- | ---------------- | --- | -- | -- | -- | -- | -- | -- | ---- | ------------------------------------------------------------------------------- |
| 3    | AS Monaco        | 65  | 38 | 17 | 14 | 7  | 57 | 50 | +7   | Qualification pour le troisième tour de qualification de la Ligue des champions |
| 4    | OGC Nice         | 63  | 38 | 18 | 9  | 11 | 58 | 41 | +17  | Qualification pour la phase de groupe de la Ligue Europa                        |
| 5    | LOSC Lille       | 60  | 38 | 15 | 15 | 8  | 39 | 27 | +12  | Qualification pour le troisième tour de qualification de la Ligue Europa        |
| 6    | AS Saint-Étienne | 58  | 38 | 17 | 7  | 14 | 42 | 37 | +5   | Qualification pour le troisième tour de qualification de la Ligue Europa        |
| 7    | SM Caen          | 54  | 38 | 16 | 6  | 16 | 39 | 52 | −13  |                                                                                 |

#### Évolution du classement et des résultats
| Journée  | 1  | 2  | 3  | 4  | 5  | 6  | 7  | 8  | 9  | 10 | 11 | 12 | 13 | 14 | 15 | 16 | 17 | 18 | 19 | 20 | 21 | 22 | 23 | 24 | 25 | 26 | 27 | 28 | 29 | 30 | 31 | 32 | 33 | 34 | 35 | 36 | 37 | 38 | Journées en tête | Journées européen | Journées relégable |
| -------- | -- | -- | -- | -- | -- | -- | -- | -- | -- | -- | -- | -- | -- | -- | -- | -- | -- | -- | -- | -- | -- | -- | -- | -- | -- | -- | -- | -- | -- | -- | -- | -- | -- | -- | -- | -- | -- | -- | ---------------- | ----------------- | ------------------ |
| Rang     | 19 | 16 | 16 | 12 | 13 | 14 | 14 | 16 | 13 | 13 | 15 | 16 | 16 | 17 | 18 | 18 | 13 | 11 | 11 | 13 | 14 | 14 | 15 | 14 | 15 | 13 | 13 | 15 | 14 | 9  | 9  | 7  | 7  | 6  | 6  | 6  | 6  | 5  | 0                | 5                 | 3                  |
| Résultat | D  | N  | N  | G  | N  | N  | D  | D  | G  | N  | D  | N  | N  | N  | D  | G  | G  | G  | N  | N  | D  | D  | N  | G  | N  | N  | G  | D  | G  | G  | G  | G  | G  | G  | N  | D  | N  | G  | —                | —                 | —                  |

### Coupe de la Ligue
La coupe de la Ligue 2015-2016 est la 22e édition de la Coupe de la Ligue, compétition à élimination directe organisée par la Ligue de football professionnel (LFP) depuis 1994, qui rassemble uniquement les clubs professionnels de Ligue 1, Ligue 2 et National. Le Paris Saint-Germain remet son titre de Coupe de la Ligue en jeu pour la deuxième fois consécutive, après les éditions 2014 et 2015. Le club parisien détient le record de victoires, au nombre de cinq, dans cette compétition, à deux unités devant l'Olympique de Marseille et les Girondins de Bordeaux.

### Coupe de France
La coupe de France 2015-2016 est la 99e édition de la coupe de France, une compétition à élimination directe mettant aux prises tous les clubs de football amateurs et professionnels à travers la France métropolitaine et les DOM-TOM. Elle est organisée par la FFF et ses ligues régionales. Lors de cette édition 2016, le PSG remet en jeu son titre de l'année dernière obtenu face à Auxerre.

## Joueurs

### Effectif professionnel
Le tableau suivant liste l'effectif professionnel du LOSC pour la saison 2015-2016.

### Joueurs prêtés
| Nat. | Nom             | Club en prêt          | Championnat | Championnat | Championnat | Championnat  | Coupes nationales | Coupes nationales | Coupes nationales | Coupes nationales | Coupes continentales | Coupes continentales | Coupes continentales | Coupes continentales | Total | Total | Total  | Total        |
| Nat. | Nom             | Club en prêt          | MJ          | B           | Averti      | Carton rouge | MJ                | B                 | Averti            | Carton rouge      | MJ                   | B                    | Averti               | Carton rouge         | MJ    | B     | Averti | Carton rouge |
| ---- | --------------- | --------------------- | ----------- | ----------- | ----------- | ------------ | ----------------- | ----------------- | ----------------- | ----------------- | -------------------- | -------------------- | -------------------- | -------------------- | ----- | ----- | ------ | ------------ |
|      | Ronny Rodelin   | SM Caen               | 34          | 10          | 1           | 0            | 2                 | 0                 | 0                 | 0                 | 0                    | 0                    | 0                    | 0                    | 36    | 10    | 1      | 0            |
|      | Ryan Mendes     | Nottingham Forest     | 32          | 2           | 7           | 0            | 0                 | 0                 | 0                 | 0                 | 0                    | 0                    | 0                    | 0                    | 32    | 2     | 7      | 0            |
|      | Julian Jeanvier | Red Star FC           | 24          | 2           | 5           | 2            | 0                 | 0                 | 0                 | 0                 | 0                    | 0                    | 0                    | 0                    | 24    | 2     | 5      | 2            |
|      | John Jaïro Ruiz | Dnipro Dnipropetrovsk | 14          | 6           | 4           | 0            | 6                 | 0                 | 0                 | 0                 | 2                    | 0                    | 1                    | 0                    | 22    | 6     | 5      | 0            |
|      | Kevin Koubemba  | Stade brestois 29     | 18          | 3           | 1           | 0            | 1                 | 0                 | 0                 | 0                 | 0                    | 0                    | 0                    | 0                    | 19    | 3     | 1      | 0            |
|      | Michael Frey    | FC Lucerne            | 16          | 3           | 4           | 0            | 1                 | 0                 | 0                 | 0                 | 0                    | 0                    | 0                    | 0                    | 17    | 3     | 4      | 0            |
|      | Serhou Guirassy | AJ Auxerre            | 16          | 8           | 1           | 0            | 0                 | 0                 | 0                 | 0                 | 0                    | 0                    | 0                    | 0                    | 16    | 8     | 1      | 0            |
|      | Alexis Araujo   | US Boulogne CO        | 14          | 2           | 1           | 0            | 0                 | 0                 | 0                 | 0                 | 0                    | 0                    | 0                    | 0                    | 14    | 2     | 1      | 0            |
|      | Soualiho Meïté  | Zulte Waregem         | 12          | 0           | 0           | 1            | 0                 | 0                 | 0                 | 0                 | 0                    | 0                    | 0                    | 0                    | 12    | 0     | 0      | 1            |

## Statistiques

### Statistiques collectives
| Compétition       | Débute au tour | Termine        | Matches joués | Gagnés | Nuls | Perdus | Buts pour | Buts contre | Différence |
| ----------------- | -------------- | -------------- | ------------- | ------ | ---- | ------ | --------- | ----------- | ---------- |
| Ligue 1           | -              | -              | 38            | 15     | 15   | 8      | 39        | 27          | +12        |
| Coupe de la Ligue | 1/16 de finale | Finale         | 5             | 3      | 1    | 1      | 10        | 4           | +6         |
| Coupe de France   | 1/32 de finale | 1/16 de finale | 2             | 1      | 1    | 0      | 2         | 1           | +1         |
| Total             | -              | -              | 45            | 19     | 17   | 9      | 51        | 32          | +19        |

### Statistiques individuelles
| Numéro | Nat. | Nom        | Championnat | Championnat | Championnat    | Championnat | Championnat  | Coupes nationales | Coupes nationales | Coupes nationales | Coupes nationales | Coupes nationales | Total | Total       | Total          | Total  | Total        |
| Numéro | Nat. | Nom        | M.j.        | But inscrit | Passe décisive | Averti      | Carton rouge | M.j.              | But inscrit       | Passe décisive    | Averti            | Carton rouge      | M.j.  | But inscrit | Passe décisive | Averti | Carton rouge |
| ------ | ---- | ---------- | ----------- | ----------- | -------------- | ----------- | ------------ | ----------------- | ----------------- | ----------------- | ----------------- | ----------------- | ----- | ----------- | -------------- | ------ | ------------ |
| 1      |      | Enyeama    | 35          | 0           | 0              | 3           | 1            | 4                 | 0                 | 0                 | 0                 | 0                 | 39    | 0           | 0              | 3      | 1            |
| 2      |      | Corchia    | 33          | 2           | 2              | 6           | 0            | 7                 | 0                 | 1                 | 1                 | 0                 | 40    | 2           | 3              | 7      | 0            |
| 3      |      | Koné       | 1           | 0           | 0              | 0           | 0            | 1                 | 0                 | 0                 | 0                 | 0                 | 2     | 0           | 0              | 0      | 0            |
| 4      |      | Balmont    | 28          | 0           | 1              | 5           | 0            | 3                 | 0                 | 0                 | 1                 | 0                 | 31    | 0           | 1              | 6      | 0            |
| 5      |      | Civelli    | 32          | 0           | 0              | 6           | 2            | 4                 | 0                 | 1                 | 1                 | 0                 | 36    | 0           | 1              | 7      | 2            |
| 6      |      | Amadou     | 22          | 1           | 0              | 2           | 0            | 7                 | 0                 | 0                 | 1                 | 0                 | 29    | 1           | 0              | 3      | 0            |
| 7      |      | Boufal     | 29          | 11          | 5              | 11          | 2            | 6                 | 1                 | 0                 | 0                 | 0                 | 35    | 12          | 5              | 11     | 2            |
| 8      |      | Obbadi     | 30          | 1           | 2              | 8           | 0            | 5                 | 0                 | 0                 | 2                 | 0                 | 35    | 1           | 2              | 10     | 0            |
| 9      |      | Benzia     | 25          | 5           | 0              | 4           | 0            | 4                 | 1                 | 0                 | 0                 | 0                 | 29    | 6           | 0              | 4      | 0            |
| 10     |      | Martin     | 12          | 0           | 1              | 1           | 0            | 3                 | 0                 | 0                 | 1                 | 0                 | 15    | 0           | 1              | 2      | 0            |
| 11     |      | Bauthéac   | 28          | 2           | 1              | 7           | 0            | 6                 | 1                 | 0                 | 1                 | 0                 | 34    | 3           | 1              | 8      | 0            |
| 12     |      | Guirassy   | 8           | 0           | 0              | 2           | 0            | 1                 | 1                 | 0                 | 0                 | 0                 | 9     | 1           | 0              | 2      | 0            |
| 13     |      | Sunzu      | 12          | 1           | 0              | 1           | 1            | 4                 | 1                 | 0                 | 1                 | 0                 | 16    | 2           | 0              | 2      | 1            |
| 14     |      | Yeboah     | 3           | 0           | 0              | 0           | 0            | 2                 | 0                 | 0                 | 1                 | 0                 | 5     | 0           | 0              | 1      | 0            |
| 15     |      | Nangis     | 11          | 0           | 0              | 2           | 0            | 3                 | 0                 | 0                 | 1                 | 0                 | 14    | 0           | 0              | 3      | 0            |
| 16     |      | Elana      | 0           | 0           | 0              | 0           | 0            | 2                 | 0                 | 0                 | 0                 | 0                 | 2     | 0           | 0              | 0      | 0            |
| 17     |      | Meïté      | 3           | 0           | 0              | 0           | 0            | 1                 | 0                 | 0                 | 0                 | 0                 | 4     | 0           | 0              | 0      | 0            |
| 18     |      | Béria      | 2           | 0           | 0              | 0           | 0            | 1                 | 0                 | 0                 | 0                 | 0                 | 3     | 0           | 0              | 0      | 0            |
| 19     |      | Sidibé     | 37          | 4           | 3              | 3           | 0            | 6                 | 2                 | 0                 | 1                 | 0                 | 43    | 6           | 3              | 4      | 0            |
| 20     |      | Mendes     | 3           | 0           | 0              | 0           | 0            | 0                 | 0                 | 0                 | 0                 | 0                 | 3     | 0           | 0              | 0      | 0            |
| 21     |      | Rodelin    | 1           | 0           | 0              | 0           | 0            | 0                 | 0                 | 0                 | 0                 | 0                 | 1     | 0           | 0              | 0      | 0            |
| 22     |      | Tallo      | 23          | 0           | 3              | 2           | 0            | 4                 | 1                 | 1                 | 1                 | 0                 | 27    | 1           | 4              | 3      | 0            |
| 23     |      | Soumaoro   | 28          | 1           | 0              | 6           | 0            | 3                 | 1                 | 0                 | 0                 | 0                 | 31    | 2           | 0              | 6      | 0            |
| 24     |      | Mavuba     | 35          | 0           | 0              | 5           | 0            | 2                 | 0                 | 0                 | 0                 | 0                 | 37    | 0           | 0              | 5      | 0            |
| 25     |      | Baša       | 15          | 0           | 0              | 1           | 0            | 2                 | 0                 | 0                 | 0                 | 0                 | 17    | 0           | 0              | 1      | 0            |
| 26     |      | Araujo     | 1           | 0           | 0              | 0           | 0            | 1                 | 0                 | 0                 | 0                 | 0                 | 2     | 0           | 0              | 0      | 0            |
| 27     |      | Guillaume  | 10          | 0           | 0              | 1           | 0            | 2                 | 0                 | 0                 | 0                 | 0                 | 12    | 0           | 0              | 0      | 0            |
| 28     |      | Pavard     | 13          | 0           | 0              | 3           | 0            | 4                 | 0                 | 0                 | 1                 | 0                 | 17    | 0           | 0              | 4      | 0            |
| 31     |      | Amalfitano | 15          | 2           | 0              | 2           | 0            | 2                 | 0                 | 0                 | 0                 | 0                 | 17    | 2           | 0              | 2      | 0            |
| 32     |      | Lopes      | 12          | 2           | 1              | 1           | 0            | 4                 | 1                 | 0                 | 1                 | 0                 | 16    | 3           | 1              | 2      | 0            |
| 33     |      | Mbemba     | 1           | 0           | 0              | 0           | 0            | 0                 | 0                 | 0                 | 0                 | 0                 | 1     | 0           | 0              | 0      | 0            |
| 39     |      | Éder       | 13          | 6           | 4              | 1           | 0            | 1                 | 0                 | 0                 | 0                 | 0                 | 14    | 6           | 4              | 1      | 0            |
| 40     |      | Maignan    | 4           | 0           | 0              | 0           | 0            | 1                 | 0                 | 0                 | 0                 | 0                 | 5     | 0           | 0              | 0      | 0            |

## Onze de départ (toutes compétitions)
| \| No. \| Pos. \| Joueur \| Joués \| Notes \| \| --- \| ---- \| ----------------- \| ----- \| ------------------------- \| \| 1 \| GB \| Vincent Enyeama \| 39 \| Maignan a joué 5 fois \| \| 2 \| DD \| Sébastien Corchia \| 40 \| Béria a joué 3 fois \| \| 23 \| DC \| Adama Soumaoro \| 31 \| Pavard a joué 17 fois \| \| 5 \| DC \| Renato Civelli \| 36 \| Baša a joué 17 fois \| \| 19 \| DG \| Djibril Sidibé \| 43 \| Koné a joué 2 fois \| \| 24 \| MDC \| Rio Mavuba \| 37 \| Amadou a joué 29 fois \| \| 4 \| MC \| Florent Balmont \| 31 \| Amalfitano a joué 17 fois \| \| 8 \| MC \| Mounir Obbadi \| 35 \| Martin a joué 15 fois \| \| 11 \| AiD \| Éric Bauthéac \| 34 \| Lopes a joué 16 fois \| \| 7 \| AiG \| Sofiane Boufal \| 35 \| Nangis a joué 14 fois \| \| 9 \| AC \| Yassine Benzia \| 29 \| Tallo a joué 27 fois \| | Enyeama Corchia Soumaoro Civelli Sidibé Mavuba (C) Balmont Obbadi Bauthéac Boufal Benzia |                   |       |                           |
| No. | Pos.                                                                                     | Joueur            | Joués | Notes                     |
| 1 | GB                                                                                       | Vincent Enyeama   | 39    | Maignan a joué 5 fois     |
| 2 | DD                                                                                       | Sébastien Corchia | 40    | Béria a joué 3 fois       |
| 23 | DC                                                                                       | Adama Soumaoro    | 31    | Pavard a joué 17 fois     |
| 5 | DC                                                                                       | Renato Civelli    | 36    | Baša a joué 17 fois       |
| 19 | DG                                                                                       | Djibril Sidibé    | 43    | Koné a joué 2 fois        |
| 24 | MDC                                                                                      | Rio Mavuba        | 37    | Amadou a joué 29 fois     |
| 4 | MC                                                                                       | Florent Balmont   | 31    | Amalfitano a joué 17 fois |
| 8 | MC                                                                                       | Mounir Obbadi     | 35    | Martin a joué 15 fois     |
| 11 | AiD                                                                                      | Éric Bauthéac     | 34    | Lopes a joué 16 fois      |
| 7 | AiG                                                                                      | Sofiane Boufal    | 35    | Nangis a joué 14 fois     |
| 9 | AC                                                                                       | Yassine Benzia    | 29    | Tallo a joué 27 fois      |

## Affluences
Affluence du LOSC à domicile